# Kapel Museum de Locht
De kapel van het Museum de Locht is een kapel in Melderslo in de Nederlands Noord-Limburgse gemeente Horst aan de Maas. De kapel is onderdeel van Openluchtmuseum de Locht op het adres Broekhuizerdijk 16d aan de oostrand van het dorp.

## Geschiedenis
In 2008 werd de Onze-Lieve-Vrouw-van-Fátimakapel in Heierhoeve afgebroken om plaats te maken te maken voor een industrieterrein.
In 2014-2015 werd op het terrein van het openluchtmuseum een nieuwe kapel gebouwd. Oorspronkelijk wilde men de oude kapel van Heierhoeve herbouwen, maar dat bleek moeilijk te gaan. Om die reden heeft men een nieuwe kapel gebouwd, waarbij materialen van de oude kapel hergebruikt werden.

## Gebouw
De bakstenen kapel bestaat uit een lager toegangsportaal, een Schip met drie traveeën en een koor van een travee met driezijdige koorsluiting. Het toegangsportaal, het schip en het koor worden ieder gedekt door een eigen zadeldak van leien, waarbij midden op het schip een open vierkante dakruiter is geplaatst. In de gevels zijn er grote rondboogvensters aangebracht. De zijgevel van het schip bevat een driedelig rondboogfries.